# Gjoa Haven
Cette page contient des caractères spéciaux ou non latins. S’ils s’affichent mal (▯, ?, etc.), consultez la page d’aide Unicode.
Gjoa Haven (en inuktitut Uqsuqtuuq, ᐅᖅᓱᖅᑑᖅ, qui signifie « où il y a de la graisse en abondance », faisant référence à la graisse des animaux des eaux environnantes), est un hameau du Nunavut (Canada), situé au-dessus du cercle arctique dans la région de Kitikmeot, à 1 056 km au nord-est de Yellowknife. C'est le seul établissement sur l'île du Roi-Guillaume. Le nom de Gjoa Haven vient du norvégien Gjøahavn, ou baie de Gjøa. C'est le nom que l'explorateur polaire Roald Amundsen donna au lieu en honneur de son navire, le Gjøa. L'atlas mondial Rand McNally de 2008 indique le nom de Oqsuqtooq, mais son statut n'est pas confirmé.

## Histoire
En 1903, Amundsen essaie de franchir le passage du Nord-Ouest. En octobre, les eaux commencent à se remplir de glace, il décide alors de mouiller le Gjøa dans cette baie sur la côte sud-est de l'île. Il y reste presque deux ans pris dans la glace. L'explorateur passe ce temps avec les habitants locaux, les Inuits Netsilik, et apprend d'eux comment survivre dans le Nord et comment se déplacer efficacement. Les choses qu'il y apprend lui serviront lors de son expédition au pôle Sud. Il explore la péninsule Boothia et essaie de trouver l'emplacement exact du pôle Nord magnétique. Certains des habitants actuels revendiquent être des descendants d'Amundsen ou d'un des membres de son équipage.

## Démographie
La croissance d'un établissement permanent à Gjoa Haven reflète l'évolution des Inuits, traditionnellement nomades, vers un mode de vie plus sédentaire. En 1961, la population était de 110 habitants, et en 2001 de 960. On s'y installe pour être plus près des équipements de santé et d'enseignement. Selon le recensement de 2006, il y avait alors 1 064 habitants, soit une augmentation de 10,8 % par rapport au nombre donné par le recensement de 2001. On a construit un nouveau lotissement près de l'aéroport de Gjoa Haven. La communauté est desservie par cet aéroport ainsi que par une rotation annuelle en bateau.
| 2001 | 2006  | 2011  | 2016  |
| ---- | ----- | ----- | ----- |
| 960  | 1 064 | 1 279 | 1 324 |

## Géographie
La municipalité est établie sur l'île du prince-William. C'est une île du massif bouclier canadien, érodée par des siècles de glaciation. L'île est plate, ne dépassant en nul endroit les 100 mètres d'altitude. L'inclinaison générale de l'île part de l'Est vers l'Ouest, mais c'est au centre que l'on trouve son sommet. Ce sommet n'a rien d'une montagne, c'est un plateau criblé de lacs couvrant la plus grande partie de l'île. Il y a environ une trentaine de kilomètres entre la rive et le plateau, peu importe d'où l'on parte.

### Climat
| Mois                                  | jan.       | fév.       | mars       | avril    | mai        | juin      | jui.      | août      | sep.       | oct.     | nov.       | déc.      | année           |
| ------------------------------------- | ---------- | ---------- | ---------- | -------- | ---------- | --------- | --------- | --------- | ---------- | -------- | ---------- | --------- | --------------- |
| Température minimale moyenne (°C)     | −37,1      | −37        | −32,6      | −24,8    | −12,9      | −1,5      | 3,8       | 2,7       | −2         | −12,3    | −25,8      | −33,1     | −17,7           |
| Température moyenne (°C)              | −33,8      | −34        | −28,9      | −20,4    | −9,4       | 1,4       | 8         | 5,8       | 0,1        | −9,5     | −22,4      | −29,9     | −14,4           |
| Température maximale moyenne (°C)     | −30,4      | −30,7      | −25,1      | −16      | −5,9       | 4,2       | 12,1      | 8,9       | 2,1        | −6,7     | −19        | −26,6     | −11,1           |
| Record de froid (°C) date du record   | −48,3 1993 | −50,2 1990 | −46,3 1995 | −40 1985 | −28,2 1999 | −17 1992  | −1,1 1995 | −5 1986   | −14,3 2005 | −32 1986 | −39,4 2004 | −44 1996  | −50,2 14/2/1990 |
| Record de chaleur (°C) date du record | −6 1987    | −11 1986   | −5 1993    | 1 1989   | 6,5 1990   | 20,8 1996 | 24,1 1996 | 22,5 1991 | 15,4 1997  | 4,5 1988 | −0,8 1994  | −8,3 1992 | 24,1 6/7/1996   |
| Précipitations (mm)                   | 8,3        | 7,8        | 12,9       | 13,5     | 15         | 14,7      | 21,2      | 28,4      | 24,2       | 25       | 11,4       | 8,8       | 191             |
| dont neige (cm)                       | 9,7        | 8,8        | 15,8       | 15,4     | 15,2       | 3,9       | 0,4       | 0,5       | 8,8        | 28,2     | 13,4       | 10,4      | 130,4           |
| Nombre de jours avec précipitations   | 8,2        | 6,4        | 9          | 8,8      | 9,6        | 6,8       | 7,8       | 11        | 12         | 14,1     | 10,1       | 8,2       | 112             |
| Humidité relative (%)                 | 62,6       | 63,9       | 70,3       | 77,7     | 85,9       | 81,9      | 70,7      | 75,8      | 82,3       | 87,7     | 76,7       | 66,7      | 75,2            |
| Nombre de jours avec neige            | 8,2        | 6,4        | 9          | 8,8      | 9,3        | 1,9       | 0,2       | 0,6       | 5,8        | 14,1     | 10,4       | 8,2       | 82,7            |

| Diagramme climatique                                  |             |                |              |             |             |             |            |           |             |              |               |
| J                                                     | F           | M              | A            | M           | J           | J           | A          | S         | O           | N            | D             |
| −30,4−37,18,3                                         | −30,7−377,8 | −25,1−32,612,9 | −16−24,813,5 | −5,9−12,915 | 4,2−1,514,7 | 12,13,821,2 | 8,92,728,4 | 2,1−224,2 | −6,7−12,325 | −19−25,811,4 | −26,6−33,18,8 |
| Moyennes : • Temp. maxi et mini °C • Précipitation mm |             |                |              |             |             |             |            |           |             |              |               |